# غوى إبراهيم
غنوة ابراهيم مذيعة لبنانية تعمل في قناة الجزيرة ومقدمة نشرة التاسعة.

## السيرة
بدأت حياتها الجامعية في تخصص العلوم السياسية في الجامعة اللبنانية، قبل أن تتخرج منها صحافية، في قسم الصحافة المرئيّة والمسموعة (راديو - تلفزيون).
أثناء دراستها الجامعية، انضمت كمحررة إلى صحيفة صدى البلد، واستلمت فيها مهمة تغطية أنشطة وأخبار الأمم المتحدة في لبنان والشرق الأوسط، ونفس الفترة عملت مع أسرة مجلة «قمر» الفنية في بيروت.
بعد تخرجها، عملت مع فريق موقع النهار أونلاين، ومن ثم التحقت بقناة العربية كصحافية في 2010. تدرّجت في قناة العربية من محررة إلى مُعدّة ومقدمة لفقرة الصحافة الخليجية في نشرة «الرابعة»، وبعدها انتقلت لتكون من المذيعات الرئيسات لنشرات الأخبار قبل أن يتم إقالتها من القناة في 2016.
أسست قناة الحدث الإخبارية، مع مجموعة من زملائها، التي انطلقت في 8 فبراير 2014. انضمت كمذيعة رئيسية لنشرة التاسعة، ضمن مجموعة إم بي سي في 1 أغسطس 2017. قدمت حلقات برنامج «حيّاك يا عيد» من الاستوديو الرئيسي في دبي على قناة إم بي سي 1.

## وصلات خارجية
- ghiwaibrahim على تويتر.
- غوى إبراهيم على إنستغرام